# Ivanča
Ivanča (izvirno srbsko Иванча) je naselje v Srbiji, ki upravno spada pod Mesto Novi Pazar; slednja pa je del Raškega upravnega okraja.

## Demografija
V naselju živi 506 polnoletnih prebivalcev, pri čemer je njihova povprečna starost 28,6 let (28,0 pri moških in 29,3 pri ženskah). Naselje ima 186 gospodinjstev, pri čemer je povprečno število članov na gospodinjstvo 4,37.
Po podatkih popisa iz leta 2002 večino prebivalstva predstavljajo Bošnjaki, v času zadnjih 3 popisov pa je opazen porast števila prebivalcev.
|  |

| Demografija | Demografija     | Demografija     |
| Leto        | Št. prebivalcev | Št. prebivalcev |
| ----------- | --------------- | --------------- |
|             |                 |                 |
|             |                 |                 |
|             |                 |                 |
|             |                 |                 |
| 1948        | 228             |                 |
| 1953        | 288             |                 |
| 1961        | 333             |                 |
| 1971        | 387             |                 |
| 1981        | 473             |                 |
| 1991        | 663             | 637             |
| 2002        | 956             | 813             |
|             |                 |                 |

| Etnična sestava po popisu iz leta 2002 | Etnična sestava po popisu iz leta 2002 | Etnična sestava po popisu iz leta 2002 | Etnična sestava po popisu iz leta 2002 | Etnična sestava po popisu iz leta 2002 |
| -------------------------------------- | -------------------------------------- | -------------------------------------- | -------------------------------------- | -------------------------------------- |
| Bošnjaki                               | Bošnjaki                               |                                        | 786                                    | 96,67%                                 |
| Srbi                                   | Srbi                                   |                                        | 24                                     | 2,95%                                  |
| Muslimani                              | Muslimani                              |                                        | 2                                      | 0,24%                                  |
| Neznano                                | Neznano                                |                                        | 1                                      | 0,12%                                  |